# Antônio Fagundes
Antônio da Silva Fagundes Filho (n. 18 aprilie 1949) este o actor brazilian.

## Viața personală
Fagundes are patru copii: unul dintre ei (Bruno Fagundes), cu fosta sa soție, Mara Carvalho; celelalte trei (Dinah Abujamra Fagundes, Antônio Fagundes Neto și Diana Abujamra Fagundes), fructele căsătoriei sale de 15 ani cu actrița Clarisse Abujamra.
El se declară agnostic.